# Ismaning Challenger
Ismaning Challenger, właśc. Wolffkran Open – męski turniej tenisowy rangi ATP Challenger Tour. Rozgrywany na kortach dywanowych w hali w niemieckim Ismaning od 2017 roku.

## Mecze finałowe

### Gra pojedyncza
| Rok  | Mistrz             | Finalista               | Wynik               |
| 2022 | Quentin Halys      | Max Hans Rehberg        | 7:6(6), 6:3         |
| 2021 | Oscar Otte         | Maxime Cressy           | 7:6(5), 6:4         |
| 2020 | Marc-Andrea Hüsler | Botic van de Zandschulp | 6:7(3), 7:6(2), 7:5 |
| 2019 | Lukáš Lacko        | Maxime Cressy           | 6:3, 6:0            |
| 2018 | Filippo Baldi      | Gleb Sakharov           | 6:4, 6:4            |
| 2017 | Yannick Hanfmann   | Lorenzo Sonego          | 6:4, 3:6, 7:5       |

### Gra podwójna
| Rok  | Mistrzowie                            | Finaliści                     | Wynik             |
| 2022 | Michael Geerts Patrik Niklas-Salminen | Fabian Fallert Hendrik Jebens | 7:6(5), 7:6(8)    |
| 2021 | Andre Begemann Igor Zelenay           | Marek Gengel Tomáš Macháč     | 6:2, 6:4          |
| 2020 | Andre Begemann David Pel              | Lloyd Glasspool Alex Lawson   | 5:7, 7:6(2), 10–4 |
| 2019 | Quentin Halys Tristan Lamasine        | James Cerretani Maxime Cressy | 6:3, 7:5          |
| 2018 | Purav Raja Antonio Šančić             | Rameez Junaid David Pel       | 5:7, 6:4, 10–5    |
| 2017 | Marin Draganja Tomislav Draganja      | Dustin Brown Tim Pütz         | 6:7(1), 6:2, 10–8 |